# Peter Beard
Peter Hill Beard (22. ledna 1938 – 19. dubna 2020) byl americký umělec, fotograf, křesťan a spisovatel, který žil a pracoval střídavě v New Yorku, Montauku a Keni. Jeho fotografie Afriky, afrických zvířat a časopisů, které jeho fotografie často integrovaly, byly od 60. let široce zobrazovány a publikovány.

## Životopis
Peter Beard se narodil v roce 1938 v New Yorku jako dědic železničního jmění rodiny po matce a tabákového dědictví po otci. Byl vychován v New Yorku v Alabamě a na ostrově Islip v Long Islandu. Beard si začal ve svých dvanácti letech vést deník a fotografoval, aby své zápisky ilustroval. Vystudoval Pomfret School a v roce 1957 vstoupil na univerzitu v Yale s úmyslem pokračovat ve studiu, aby mohl změnit svůj obor na dějiny umění. V Yale byl napojen na tajný spolek Scroll and Key. Mezi jeho mentory v tomto městě patřili Josef Albers, Richard Lindner nebo Vincent Scully.
Inspirován dřívějšími výlety do Afriky v letech 1955 a 1960, Beard po ukončení studia odcestoval do Keni. Při práci v národním parku Tsavo fotografoval a dokumentoval zánik 35 000 slonů a dalších volně žijících živočichů, což se později stalo námětem jeho první knihy The End of the Game (Konec hry). Během této doby Beard získal Hog Ranch, nemovitost nedaleko pohoří Ngong Hills sousedící s kávovou farmou vlastněné Karen Blixenovou (Isak Dinesen), a která se stala jeho celoživotní domácí základnou ve východní Africe.

## Umění
Beardovy fotografie Afriky, afrických zvířat a žurnály (deníky), které často doplňuje svými fotografiemi, byly od 70. let často vystavovány a publikovány. Každé jeho dílo je jedinečné, kombinace jeho fotografie s prvky odvozenými od jeho každodenního vedení deníku, což je praxe, ve které pokračoval až do své smrti v roce 2020. Tyto svazky obsahují výstřižky z novin, sušené listy, hmyz, staré fotografie naladěné sépií, přepsané telefonní zprávy, kresby tuší, fotografie žen, citáty, nalezené předměty a podobně; ty se začleňují, s Beardovými originálními kresbami a koláží. Některé z jeho děl obsahují zvířecí krev, někdy Beardovu vlastní krev (v malém množství), malířské médium, které umělec upřednostňoval.
Aktivně fotografoval pro časopisy jako byly například Vogue nebo Elle.
Studio a archiv Petera Bearda založili Peter a Nejma Beardovi a je primárním zdrojem uměleckých děl Petera Bearda. Archiv vede úložiště publikovaných i nepublikovaných písemných a vizuálních materiálů vztahujících se k umělcově životu, dílu, projektům, cestám, výstavám a vztahům s jeho skupinou.
První výstava Bearda se uskutečnila v Blum Helman Gallery v New Yorku v roce 1975. V roce 1977 se v Mezinárodním centru fotografie v New Yorku konaly mezníkové muzejní výstavy a v roce 1997 v Paříži Národní centrum de la fotografie. Následovaly výstavy v Berlíně, Londýně, Torontu, Madridu, Miláně, Tokiu a Vídni. Beardova práce je součástí soukromých sbírek po celém světě.
V roce 2017 byl Beard žalován hercem Davidem Spadem, který koupil jedno z jeho děl. Spade se pokusil přeprodat fotografii Petera Bearda, kterou koupil od dealera Petera Tunneyho, ale nepodepsané dílo nebylo možné ověřit.

## Osobní život
Pocházel z významných amerických rodin na obou stranách, Beard byl jedním ze tří synů narozených Roseanne Hoar Beard a Anson McCook Beard junior. Jeho praděd James Jerome Hill byl zakladatel společnosti Great Northern Railway ve Spojených státech na přelomu 19. a 20. století. James Jerome Hill byl velkým patronem umění a všichni jeho dědicové vlastnili velké sbírky.
Beard si vzal svou první manželku (Minnie Cushing Beard Coleman) v roce 1967; jejich manželství trvalo jen krátce. Jeho druhá manželka byla od roku 1982 do roku 1986 supermodelka Cheryl Tiegs.
V roce 1986 se oženil s Nejmou Khanum. Pár má dceru Zaru (* 1988), pro kterou napsal knihu Zara's Tales.
V roce 1996 na něho zaútočil slon a nabral jej nohou. Poté, co byl dopraven do nemocnice bez pulsu, byl oživen a přežil.
Beard se přátelil, a v některých případech také spolupracoval, s mnoha umělci včetně Andyho Warhola, Andrewa Wyetha, Francis Bacon, Karen Blixen, Trumana Capote, Richarda Lindnera nebo Salvadora Dalího. Fotografoval také mnoho dalších známých lidí.

## Smrt
Dne 31. března 2020 Beard odešel ze svého domu v Montauku přes Old Montauk Highway východně od Deep Hollow Ranch kolem 16:40. V době kdy zmizel, trpěl po mozkové příhodě demencí a špatným zdravím. Přes důkladné hledávání nebyl nalezen. Po třech dnech byl případ předán detektivům na policejním oddělení East Hampton.
Dne 19. dubna 2020 našel Beardovo tělo lovec David Schleifer (bývalý hasič NYC) v hustě zalesněné oblasti ve státním parku Camp Hero v Montauk Point v New Yorku. Příčina smrti nebyla do 20. dubna 2020 určena. Bylo mu 82 let.

## Filmografie
| Rok     | Film                                                | Featured | Director | Producent | Editor | Ostatní    |
| ------- | --------------------------------------------------- | -------- | -------- | --------- | ------ | ---------- |
| 2017    | That Summer                                         | Ano      | Ne       | Ano       | Ne     | Ne         |
| 2009    | The Making of the 2009 Pirelli Calendar             | Ano      | Ne       | Ne        | Ne     | Ne         |
| 1994    | Montauk Diaries                                     | Ano      | Ne       | Ne        | Ne     | Ne         |
| 1988    | Last Word from Paradise: With Peter Beard in Africa | Ano      | Ne       | Ne        | Ne     | Ne         |
| 1980    | Japanese Long Line Tuna Fishing                     | Ne       | Ne       | Ne        | Ne     | Introducer |
| 1979    | Africa: The End of the Game                         | Ano      | Ne       | Ne        | Ne     | Ne         |
| 1976    | The Bicentennial Big Foot Blues                     | Ne       | Ano      | Ano       | Ne     | Ne         |
| 1975-76 | Longing for Darkness                                | Ne       | Ne       | Ano       | Ano    | Ne         |
| 1972    | Sisters (pracovní název)                            | Ano      | Ano      | Ano       | Ne     | Initiated  |
| 1963    | Hallelujah the Hills                                | Ano      | Ne       | Ne        | Ne     | Ne         |

## Publikace

### Vybrané knihy
- Graham, Alistair, and Beard, Peter (1973). Eyelids of Morning: The Mingled Destinies of Crocodiles and Men. Greenwich, CT: New York Graphic Society. ISBN 0-8212-0464-5
- Beard, Peter; and Gatura, Kamante (1975). Longing for Darkness: Kamante's Tales from Out of Africa. New York: Harcourt Brace Jovanovich. ISBN 0-15-153080-7
- Beard, Peter (2004). Zara's Tales: Perilous Escapades in Equatorial Africa. New York: Knopf. ISBN 0-679-42659-0
- Beard, Peter (1965). The End of the Game. New York: Viking Press. Reprinted New York: Doubleday, 1977. Japan: Camera Manichi, 1978. Germany: Taschen, 2008. ISBN 978-3-8365-0530-7
- Beard, Peter; Beard, Nejma; Edwards, Owen; Aronson, Steven M.L. (2008). Peter Beard (Collector’s Edition). Germany: Taschen, 2006. (Art Edition) Germany: Taschen, 2007. (Trade Edition) Germany: Taschen, 2008, 2013, and 2020. ISBN 978-3-8365-7742-7
- Beard, Peter; Paul Theroux. 50th Anniversary Edition of The End of the Game. Taschen. ISBN Archivováno 5. 3. 2016 na Wayback Machine.-978–3-8365–5547–0

### Katalogy
- Beard, Peter (1993). Diary: From a Dead Man’s Wallet: Confessions of a Bookmaker. Japan: Libroport Publishing Co., Ltd. ISBN 978-4-8457-0791-1
- Beard, Peter, and Caujolle, Christian (1996). Peter Beard: Photo Poche #67. Paris: Centre national de la photographie, ISBN 2867541034
- Beard, Peter (1997). Oltre la fine del Mondo. Milan: Grafiche Milani.
- Beard, Peter (1998). Beyond the End of the World. Milan: Universe Publishing (a division of Rizzoli International Publications, Inc.). ISBN 978-0-7893-0147-5
- Beard, Peter (1999). Peter Beard: Stress & Density. Vienna: KunstHausWien, Museums Betriebs Gesellschaft, mbH. ISBN 978-3901247071
- Beard, Peter (1999). Peter Beard: Fifty Years of Portraits. Santa Fe, NM: Arena Editions. ISBN 1-892041-15-4

## Filmografie

### Dokumenty představující Petera Bearda
- Peter Beard, scrapbooks from Africa and beyond (1998). Program33